# 456e brigade d'aviation de transport
Pour les articles homonymes, voir 456e brigade.
La 456e brigade d'aviation de transport  (numéro d'unité militaire А1231) est une unité de la Force aérienne ukrainienne qui est basée à l'Aéroport de Vinnytsia.

## Organisation
En son sein est créé le 35e escadron mixte, unité spéciale ukrainienne .

### Équipement
- Antonov An-26.
- Antonov An-24.
- Mil Mi-8.

## Historique
La brigade est issue du 177e escadre d'aviation de transport de la garde. Au début de 1992 le régiment prêtait le serment de loyauté au peuple ukrainien.
Le 14 juillet 2014, l'An-26 n°19 a été abattu, à son bord se trouvaient les Lt-colonel Dmytro Maiboroda et Dmytro Chkarboun,,.
La brigade est engagée lors de l'invasion de l'Ukraine par la Russie en 2022.